# Lista di asteroidi (342001-343000)
Di seguito una lista di asteroidi dal numero 342001 al 343000 con data di scoperta e scopritore.

## 342001-342100
| Nome             | Designazione provvisoria | Data di scoperta  | Scopritore           |
| ---------------- | ------------------------ | ----------------- | -------------------- |
| 342001 -         | 2008 RJ34                | 2 settembre 2008  | Spacewatch           |
| 342002 -         | 2008 RO34                | 2 settembre 2008  | Spacewatch           |
| 342003 -         | 2008 RV34                | 2 settembre 2008  | Spacewatch           |
| 342004 -         | 2008 RL35                | 2 settembre 2008  | Spacewatch           |
| 342005 -         | 2008 RS35                | 2 settembre 2008  | Spacewatch           |
| 342006 -         | 2008 RS36                | 2 settembre 2008  | Spacewatch           |
| 342007 -         | 2008 RQ42                | 2 settembre 2008  | Spacewatch           |
| 342008 -         | 2008 RY46                | 2 settembre 2008  | Spacewatch           |
| 342009 -         | 2008 RJ47                | 2 settembre 2008  | OAM                  |
| 342010 -         | 2008 RX56                | 3 settembre 2008  | Spacewatch           |
| 342011 -         | 2008 RK63                | 4 settembre 2008  | Spacewatch           |
| 342012 -         | 2008 RL65                | 4 settembre 2008  | Spacewatch           |
| 342013 -         | 2008 RX69                | 5 settembre 2008  | Spacewatch           |
| 342014 -         | 2008 RM72                | 6 settembre 2008  | Mt. Lemmon Survey    |
| 342015 -         | 2008 RQ74                | 6 settembre 2008  | CSS                  |
| 342016 -         | 2008 RN78                | 10 settembre 2008 | Siding Spring Survey |
| 342017 Ramonin - | 2008 RA80                | 12 settembre 2008 | La Canada            |
| 342018 -         | 2008 RY80                | 3 settembre 2008  | Spacewatch           |
| 342019 -         | 2008 RG84                | 4 settembre 2008  | Spacewatch           |
| 342020 -         | 2008 RW88                | 5 settembre 2008  | Spacewatch           |
| 342021 -         | 2008 RM93                | 6 settembre 2008  | Spacewatch           |
| 342022 -         | 2008 RK95                | 7 settembre 2008  | CSS                  |
| 342023 -         | 2008 RO96                | 7 settembre 2008  | Mt. Lemmon Survey    |
| 342024 -         | 2008 RH98                | 7 settembre 2008  | Tozzi, F.            |
| 342025 -         | 2008 RM99                | 2 settembre 2008  | Spacewatch           |
| 342026 -         | 2008 RY99                | 2 settembre 2008  | Spacewatch           |
| 342027 -         | 2008 RV100               | 5 settembre 2008  | Spacewatch           |
| 342028 -         | 2008 RX101               | 2 settembre 2008  | Spacewatch           |
| 342029 -         | 2008 RH103               | 5 settembre 2008  | Spacewatch           |
| 342030 -         | 2008 RE106               | 6 settembre 2008  | CSS                  |
| 342031 -         | 2008 RA108               | 9 settembre 2008  | CSS                  |
| 342032 -         | 2008 RT110               | 3 settembre 2008  | Spacewatch           |
| 342033 -         | 2008 RW111               | 4 settembre 2008  | Spacewatch           |
| 342034 -         | 2008 RF112               | 4 settembre 2008  | Spacewatch           |
| 342035 -         | 2008 RR113               | 6 settembre 2008  | Spacewatch           |
| 342036 -         | 2008 RB114               | 6 settembre 2008  | Mt. Lemmon Survey    |
| 342037 -         | 2008 RT114               | 6 settembre 2008  | Mt. Lemmon Survey    |
| 342038 -         | 2008 RG115               | 6 settembre 2008  | CSS                  |
| 342039 -         | 2008 RP116               | 7 settembre 2008  | Mt. Lemmon Survey    |
| 342040 -         | 2008 RT116               | 7 settembre 2008  | Mt. Lemmon Survey    |
| 342041 -         | 2008 RJ117               | 9 settembre 2008  | CSS                  |
| 342042 -         | 2008 RT118               | 9 settembre 2008  | Mt. Lemmon Survey    |
| 342043 -         | 2008 RW119               | 3 settembre 2008  | Spacewatch           |
| 342044 -         | 2008 RE120               | 7 settembre 2008  | CSS                  |
| 342045 -         | 2008 RD121               | 2 settembre 2008  | Spacewatch           |
| 342046 -         | 2008 RQ125               | 22 agosto 2004    | Siding Spring Survey |
| 342047 -         | 2008 RG130               | 7 settembre 2008  | Mt. Lemmon Survey    |
| 342048 -         | 2008 RX130               | 4 settembre 2008  | Spacewatch           |
| 342049 -         | 2008 RN131               | 10 marzo 2007     | Mt. Lemmon Survey    |
| 342050 -         | 2008 RY134               | 2 settembre 2008  | Spacewatch           |
| 342051 -         | 2008 RL135               | 3 settembre 2008  | Spacewatch           |
| 342052 -         | 2008 RD140               | 8 settembre 2008  | Spacewatch           |
| 342053 -         | 2008 RO144               | 3 settembre 2008  | Spacewatch           |
| 342054 -         | 2008 RQ145               | 5 settembre 2008  | Spacewatch           |
| 342055 -         | 2008 RV146               | 4 settembre 2008  | LINEAR               |
| 342056 -         | 2008 RX146               | 8 settembre 2008  | Spacewatch           |
| 342057 -         | 2008 SE2                 | 20 settembre 2008 | Tucker, R. A.        |
| 342058 -         | 2008 SM5                 | 22 settembre 2008 | LINEAR               |
| 342059 -         | 2008 SM9                 | 22 settembre 2008 | LINEAR               |
| 342060 -         | 2008 SW9                 | 10 luglio 2004    | NEAT                 |
| 342061 -         | 2008 ST13                | 19 settembre 2008 | Spacewatch           |
| 342062 -         | 2008 SK17                | 19 settembre 2008 | Spacewatch           |
| 342063 -         | 2008 SY19                | 19 settembre 2008 | Spacewatch           |
| 342064 -         | 2008 SW21                | 19 settembre 2008 | Spacewatch           |
| 342065 -         | 2008 SG22                | 20 giugno 2004    | Spacewatch           |
| 342066 -         | 2008 SJ22                | 19 settembre 2008 | Spacewatch           |
| 342067 -         | 2008 SD24                | 19 settembre 2008 | Spacewatch           |
| 342068 -         | 2008 SL24                | 19 settembre 2008 | Spacewatch           |
| 342069 -         | 2008 SE26                | 19 settembre 2008 | Spacewatch           |
| 342070 -         | 2008 SK29                | 19 settembre 2008 | Spacewatch           |
| 342071 -         | 2008 SU29                | 19 settembre 2008 | Spacewatch           |
| 342072 -         | 2008 SM31                | 20 settembre 2008 | Spacewatch           |
| 342073 -         | 2008 SN32                | 20 settembre 2008 | Spacewatch           |
| 342074 -         | 2008 SX33                | 20 settembre 2008 | Spacewatch           |
| 342075 -         | 2008 SY33                | 20 settembre 2008 | Spacewatch           |
| 342076 -         | 2008 SG34                | 20 settembre 2008 | CSS                  |
| 342077 -         | 2008 SH36                | 20 settembre 2008 | Spacewatch           |
| 342078 -         | 2008 SY36                | 20 settembre 2008 | Mt. Lemmon Survey    |
| 342079 -         | 2008 SG37                | 20 settembre 2008 | Spacewatch           |
| 342080 -         | 2008 SA40                | 20 settembre 2008 | Spacewatch           |
| 342081 -         | 2008 SU40                | 20 settembre 2008 | CSS                  |
| 342082 -         | 2008 SY40                | 20 settembre 2008 | CSS                  |
| 342083 -         | 2008 SR42                | 20 settembre 2008 | Spacewatch           |
| 342084 -         | 2008 ST43                | 20 settembre 2008 | Spacewatch           |
| 342085 -         | 2008 SC44                | 20 settembre 2008 | Spacewatch           |
| 342086 -         | 2008 SJ45                | 20 settembre 2008 | Spacewatch           |
| 342087 -         | 2008 SR45                | 20 settembre 2008 | Spacewatch           |
| 342088 -         | 2008 SQ46                | 20 settembre 2008 | Spacewatch           |
| 342089 -         | 2008 SK48                | 20 settembre 2008 | Mt. Lemmon Survey    |
| 342090 -         | 2008 SE53                | 20 settembre 2008 | Mt. Lemmon Survey    |
| 342091 -         | 2008 SO53                | 20 settembre 2008 | Mt. Lemmon Survey    |
| 342092 -         | 2008 SL54                | 20 settembre 2008 | Mt. Lemmon Survey    |
| 342093 -         | 2008 SL55                | 20 settembre 2008 | Mt. Lemmon Survey    |
| 342094 -         | 2008 SD56                | 20 settembre 2008 | Spacewatch           |
| 342095 -         | 2008 ST57                | 20 settembre 2008 | Spacewatch           |
| 342096 -         | 2008 SZ57                | 7 settembre 2008  | Mt. Lemmon Survey    |
| 342097 -         | 2008 SY60                | 20 settembre 2008 | CSS                  |
| 342098 -         | 2008 SD61                | 20 settembre 2008 | CSS                  |
| 342099 -         | 2008 SG62                | 21 settembre 2008 | Spacewatch           |
| 342100 -         | 2008 SZ63                | 21 settembre 2008 | Spacewatch           |

## 342101-342200
| Nome     | Designazione provvisoria | Data di scoperta  | Scopritore           |
| -------- | ------------------------ | ----------------- | -------------------- |
| 342101 - | 2008 SW64                | 21 settembre 2008 | Spacewatch           |
| 342102 - | 2008 SK65                | 6 settembre 2008  | Mt. Lemmon Survey    |
| 342103 - | 2008 SQ65                | 21 settembre 2008 | Mt. Lemmon Survey    |
| 342104 - | 2008 SS66                | 21 settembre 2008 | CSS                  |
| 342105 - | 2008 SA68                | 21 settembre 2008 | CSS                  |
| 342106 - | 2008 SG68                | 21 settembre 2008 | Mt. Lemmon Survey    |
| 342107 - | 2008 SF70                | 22 settembre 2008 | Mt. Lemmon Survey    |
| 342108 - | 2008 SL74                | 23 settembre 2008 | CSS                  |
| 342109 - | 2008 SA80                | 24 agosto 2008    | Spacewatch           |
| 342110 - | 2008 SB87                | 20 settembre 2008 | Spacewatch           |
| 342111 - | 2008 SJ88                | 20 settembre 2008 | Mt. Lemmon Survey    |
| 342112 - | 2008 SO90                | 21 settembre 2008 | Spacewatch           |
| 342113 - | 2008 SU93                | 21 settembre 2008 | Spacewatch           |
| 342114 - | 2008 SF94                | 21 settembre 2008 | Spacewatch           |
| 342115 - | 2008 SH95                | 6 settembre 2008  | CSS                  |
| 342116 - | 2008 SD96                | 21 settembre 2008 | Spacewatch           |
| 342117 - | 2008 SP99                | 21 settembre 2008 | Spacewatch           |
| 342118 - | 2008 SA102               | 21 settembre 2008 | Mt. Lemmon Survey    |
| 342119 - | 2008 SD103               | 21 settembre 2008 | Mt. Lemmon Survey    |
| 342120 - | 2008 SU103               | 21 settembre 2008 | Spacewatch           |
| 342121 - | 2008 SJ104               | 21 settembre 2008 | Spacewatch           |
| 342122 - | 2008 SC105               | 21 settembre 2008 | Spacewatch           |
| 342123 - | 2008 SW111               | 22 settembre 2008 | Mt. Lemmon Survey    |
| 342124 - | 2008 SR116               | 22 settembre 2008 | Mt. Lemmon Survey    |
| 342125 - | 2008 SZ116               | 22 settembre 2008 | Mt. Lemmon Survey    |
| 342126 - | 2008 SQ117               | 22 settembre 2008 | Mt. Lemmon Survey    |
| 342127 - | 2008 SW118               | 22 settembre 2008 | Mt. Lemmon Survey    |
| 342128 - | 2008 SB119               | 22 settembre 2008 | Mt. Lemmon Survey    |
| 342129 - | 2008 SP120               | 22 settembre 2008 | Mt. Lemmon Survey    |
| 342130 - | 2008 SZ120               | 22 settembre 2008 | Mt. Lemmon Survey    |
| 342131 - | 2008 SS122               | 22 settembre 2008 | Mt. Lemmon Survey    |
| 342132 - | 2008 SK124               | 22 settembre 2008 | Mt. Lemmon Survey    |
| 342133 - | 2008 SY124               | 22 settembre 2008 | Mt. Lemmon Survey    |
| 342134 - | 2008 SB127               | 22 settembre 2008 | Spacewatch           |
| 342135 - | 2008 SN127               | 22 settembre 2008 | Mt. Lemmon Survey    |
| 342136 - | 2008 SO127               | 22 settembre 2008 | Mt. Lemmon Survey    |
| 342137 - | 2008 SX127               | 22 settembre 2008 | Spacewatch           |
| 342138 - | 2008 SY127               | 22 settembre 2008 | Spacewatch           |
| 342139 - | 2008 SO128               | 22 settembre 2008 | Spacewatch           |
| 342140 - | 2008 SH129               | 22 settembre 2008 | Spacewatch           |
| 342141 - | 2008 SN129               | 22 settembre 2008 | Spacewatch           |
| 342142 - | 2008 SP129               | 22 settembre 2008 | Spacewatch           |
| 342143 - | 2008 SQ129               | 22 settembre 2008 | Spacewatch           |
| 342144 - | 2008 SE130               | 22 settembre 2008 | Spacewatch           |
| 342145 - | 2008 SQ131               | 22 settembre 2008 | Spacewatch           |
| 342146 - | 2008 SV131               | 22 settembre 2008 | Spacewatch           |
| 342147 - | 2008 SM132               | 22 settembre 2008 | Spacewatch           |
| 342148 - | 2008 SX138               | 23 settembre 2008 | Spacewatch           |
| 342149 - | 2008 SN139               | 23 settembre 2008 | Siding Spring Survey |
| 342150 - | 2008 SW139               | 24 settembre 2008 | CSS                  |
| 342151 - | 2008 SO142               | 24 settembre 2008 | Mt. Lemmon Survey    |
| 342152 - | 2008 SR142               | 24 settembre 2008 | Mt. Lemmon Survey    |
| 342153 - | 2008 SS142               | 24 settembre 2008 | Mt. Lemmon Survey    |
| 342154 - | 2008 SD143               | 24 settembre 2008 | Mt. Lemmon Survey    |
| 342155 - | 2008 ST143               | 24 settembre 2008 | Mt. Lemmon Survey    |
| 342156 - | 2008 SZ143               | 24 settembre 2008 | Mt. Lemmon Survey    |
| 342157 - | 2008 SD144               | 24 settembre 2008 | Mt. Lemmon Survey    |
| 342158 - | 2008 SX147               | 26 settembre 2008 | Bickel, W.           |
| 342159 - | 2008 SC149               | 29 settembre 2008 | Stevens, B. L.       |
| 342160 - | 2008 SZ149               | 29 settembre 2008 | Kugel, F.            |
| 342161 - | 2008 SR152               | 22 settembre 2008 | LINEAR               |
| 342162 - | 2008 SU154               | 22 settembre 2008 | LINEAR               |
| 342163 - | 2008 SO156               | 23 settembre 2008 | LINEAR               |
| 342164 - | 2008 SG159               | 24 settembre 2008 | LINEAR               |
| 342165 - | 2008 SC161               | 28 settembre 2008 | LINEAR               |
| 342166 - | 2008 SX162               | 28 settembre 2008 | LINEAR               |
| 342167 - | 2008 SB165               | 7 settembre 2008  | Mt. Lemmon Survey    |
| 342168 - | 2008 SC165               | 28 settembre 2008 | LINEAR               |
| 342169 - | 2008 SL165               | 28 settembre 2008 | LINEAR               |
| 342170 - | 2008 SE177               | 23 settembre 2008 | Mt. Lemmon Survey    |
| 342171 - | 2008 SB178               | 23 settembre 2008 | Spacewatch           |
| 342172 - | 2008 SL180               | 24 settembre 2008 | Spacewatch           |
| 342173 - | 2008 SM180               | 24 settembre 2008 | Spacewatch           |
| 342174 - | 2008 SB182               | 24 settembre 2008 | Mt. Lemmon Survey    |
| 342175 - | 2008 SK182               | 24 settembre 2008 | Spacewatch           |
| 342176 - | 2008 SW182               | 24 settembre 2008 | Mt. Lemmon Survey    |
| 342177 - | 2008 SE183               | 24 settembre 2008 | Mt. Lemmon Survey    |
| 342178 - | 2008 SJ184               | 24 settembre 2008 | Mt. Lemmon Survey    |
| 342179 - | 2008 SF185               | 24 settembre 2008 | Spacewatch           |
| 342180 - | 2008 SL185               | 24 settembre 2008 | Spacewatch           |
| 342181 - | 2008 SW185               | 25 settembre 2008 | Spacewatch           |
| 342182 - | 2008 SZ186               | 25 settembre 2008 | Spacewatch           |
| 342183 - | 2008 SX190               | 25 settembre 2008 | Mt. Lemmon Survey    |
| 342184 - | 2008 SO192               | 25 settembre 2008 | Spacewatch           |
| 342185 - | 2008 SD195               | 25 settembre 2008 | Spacewatch           |
| 342186 - | 2008 SN196               | 25 settembre 2008 | Spacewatch           |
| 342187 - | 2008 SM198               | 25 settembre 2008 | Spacewatch           |
| 342188 - | 2008 SH201               | 26 settembre 2008 | Spacewatch           |
| 342189 - | 2008 SR201               | 6 settembre 2008  | Mt. Lemmon Survey    |
| 342190 - | 2008 SV202               | 26 settembre 2008 | Spacewatch           |
| 342191 - | 2008 SX203               | 26 settembre 2008 | Spacewatch           |
| 342192 - | 2008 SL204               | 26 settembre 2008 | Spacewatch           |
| 342193 - | 2008 SQ205               | 26 settembre 2008 | Spacewatch           |
| 342194 - | 2008 SO208               | 27 settembre 2008 | Mt. Lemmon Survey    |
| 342195 - | 2008 SV208               | 27 settembre 2008 | Mt. Lemmon Survey    |
| 342196 - | 2008 SK211               | 28 settembre 2008 | Mt. Lemmon Survey    |
| 342197 - | 2008 SE212               | 29 settembre 2008 | Mt. Lemmon Survey    |
| 342198 - | 2008 SM213               | 29 settembre 2008 | Spacewatch           |
| 342199 - | 2008 SY216               | 29 settembre 2008 | Mt. Lemmon Survey    |
| 342200 - | 2008 SG218               | 30 settembre 2008 | OAM                  |

## 342201-342300
| Nome     | Designazione provvisoria | Data di scoperta  | Scopritore                        |
| -------- | ------------------------ | ----------------- | --------------------------------- |
| 342201 - | 2008 SW218               | 30 settembre 2008 | OAM                               |
| 342202 - | 2008 SE220               | 30 settembre 2008 | OAM                               |
| 342203 - | 2008 SS220               | 25 settembre 2008 | Spacewatch                        |
| 342204 - | 2008 SZ223               | 26 settembre 2008 | Astronomical Research Observatory |
| 342205 - | 2008 ST225               | 26 settembre 2008 | Spacewatch                        |
| 342206 - | 2008 ST230               | 28 settembre 2008 | Mt. Lemmon Survey                 |
| 342207 - | 2008 SX230               | 28 settembre 2008 | Mt. Lemmon Survey                 |
| 342208 - | 2008 SK236               | 29 settembre 2008 | Spacewatch                        |
| 342209 - | 2008 SL239               | 13 marzo 2007     | Mt. Lemmon Survey                 |
| 342210 - | 2008 SD240               | 29 settembre 2008 | Spacewatch                        |
| 342211 - | 2008 SG240               | 29 settembre 2008 | Spacewatch                        |
| 342212 - | 2008 ST243               | 30 settembre 2008 | CSS                               |
| 342213 - | 2008 SD244               | 24 settembre 2008 | Spacewatch                        |
| 342214 - | 2008 SG246               | 30 settembre 2008 | OAM                               |
| 342215 - | 2008 SV246               | 27 settembre 2008 | CSS                               |
| 342216 - | 2008 SE248               | 20 settembre 2008 | Spacewatch                        |
| 342217 - | 2008 SS248               | 21 settembre 2008 | Spacewatch                        |
| 342218 - | 2008 SR249               | 23 settembre 2008 | Spacewatch                        |
| 342219 - | 2008 SW253               | 22 settembre 2008 | Spacewatch                        |
| 342220 - | 2008 SQ258               | 22 settembre 2008 | CSS                               |
| 342221 - | 2008 SF260               | 23 settembre 2008 | Mt. Lemmon Survey                 |
| 342222 - | 2008 SH260               | 23 settembre 2008 | Mt. Lemmon Survey                 |
| 342223 - | 2008 SK262               | 24 settembre 2008 | Spacewatch                        |
| 342224 - | 2008 SX262               | 24 settembre 2008 | Spacewatch                        |
| 342225 - | 2008 SN265               | 28 settembre 2008 | Mt. Lemmon Survey                 |
| 342226 - | 2008 SE266               | 29 settembre 2008 | CSS                               |
| 342227 - | 2008 SW266               | 21 settembre 2008 | Mt. Lemmon Survey                 |
| 342228 - | 2008 SB267               | 22 settembre 2008 | Spacewatch                        |
| 342229 - | 2008 SO267               | 23 settembre 2008 | Spacewatch                        |
| 342230 - | 2008 SO268               | 27 settembre 2008 | CSS                               |
| 342231 - | 2008 SP268               | 27 settembre 2008 | Mt. Lemmon Survey                 |
| 342232 - | 2008 SC269               | 30 settembre 2008 | CSS                               |
| 342233 - | 2008 SW269               | 23 settembre 2008 | CSS                               |
| 342234 - | 2008 SR270               | 25 settembre 2008 | Spacewatch                        |
| 342235 - | 2008 SE272               | 30 settembre 2008 | Mt. Lemmon Survey                 |
| 342236 - | 2008 SU272               | 24 settembre 2008 | Mt. Lemmon Survey                 |
| 342237 - | 2008 SZ272               | 28 settembre 2008 | Mt. Lemmon Survey                 |
| 342238 - | 2008 SA273               | 28 settembre 2008 | Mt. Lemmon Survey                 |
| 342239 - | 2008 SU274               | 21 settembre 2008 | Mt. Lemmon Survey                 |
| 342240 - | 2008 SB275               | 22 settembre 2008 | Spacewatch                        |
| 342241 - | 2008 SR276               | 24 settembre 2008 | Spacewatch                        |
| 342242 - | 2008 SF279               | 29 settembre 2008 | Spacewatch                        |
| 342243 - | 2008 SA282               | 24 settembre 2008 | Spacewatch                        |
| 342244 - | 2008 SU282               | 24 settembre 2008 | Spacewatch                        |
| 342245 - | 2008 SC283               | 21 settembre 2008 | Mt. Lemmon Survey                 |
| 342246 - | 2008 SE283               | 21 settembre 2008 | Mt. Lemmon Survey                 |
| 342247 - | 2008 ST284               | 24 settembre 2008 | Spacewatch                        |
| 342248 - | 2008 SC285               | 28 settembre 2008 | Mt. Lemmon Survey                 |
| 342249 - | 2008 SU285               | 21 settembre 2008 | Spacewatch                        |
| 342250 - | 2008 SQ286               | 22 settembre 2008 | Mt. Lemmon Survey                 |
| 342251 - | 2008 SU286               | 23 settembre 2008 | CSS                               |
| 342252 - | 2008 SV288               | 24 settembre 2008 | Spacewatch                        |
| 342253 - | 2008 SR289               | 26 settembre 2008 | Spacewatch                        |
| 342254 - | 2008 SZ295               | 28 settembre 2008 | CSS                               |
| 342255 - | 2008 SL296               | 29 settembre 2008 | CSS                               |
| 342256 - | 2008 SK298               | 21 settembre 2008 | Spacewatch                        |
| 342257 - | 2008 SW298               | 22 settembre 2008 | Mt. Lemmon Survey                 |
| 342258 - | 2008 SN300               | 23 settembre 2008 | Spacewatch                        |
| 342259 - | 2008 SB301               | 23 settembre 2008 | CSS                               |
| 342260 - | 2008 SP301               | 23 settembre 2008 | Spacewatch                        |
| 342261 - | 2008 SX302               | 24 settembre 2008 | CSS                               |
| 342262 - | 2008 SS305               | 28 settembre 2008 | LINEAR                            |
| 342263 - | 2008 SP306               | 28 settembre 2008 | Mt. Lemmon Survey                 |
| 342264 - | 2008 SP307               | 29 settembre 2008 | CSS                               |
| 342265 - | 2008 SG308               | 29 settembre 2008 | Mt. Lemmon Survey                 |
| 342266 - | 2008 SS309               | 25 settembre 2008 | Mt. Lemmon Survey                 |
| 342267 - | 2008 ST309               | 27 settembre 2008 | Mt. Lemmon Survey                 |
| 342268 - | 2008 SV309               | 27 settembre 2008 | Mt. Lemmon Survey                 |
| 342269 - | 2008 SX309               | 29 settembre 2008 | Mt. Lemmon Survey                 |
| 342270 - | 2008 SC310               | 29 settembre 2008 | Mt. Lemmon Survey                 |
| 342271 - | 2008 TJ5                 | 1º ottobre 2008   | OAM                               |
| 342272 - | 2008 TN6                 | 1º ottobre 2008   | Spacewatch                        |
| 342273 - | 2008 TY6                 | 3 ottobre 2008    | OAM                               |
| 342274 - | 2008 TZ7                 | 4 ottobre 2008    | OAM                               |
| 342275 - | 2008 TZ8                 | 29 settembre 2008 | CSS                               |
| 342276 - | 2008 TW9                 | 5 ottobre 2008    | Teamo, N.                         |
| 342277 - | 2008 TE10                | 8 ottobre 2008    | Schwab, E.                        |
| 342278 - | 2008 TN14                | 5 maggio 2003     | Spacewatch                        |
| 342279 - | 2008 TF17                | 1º ottobre 2008   | Mt. Lemmon Survey                 |
| 342280 - | 2008 TO19                | 1º ottobre 2008   | Mt. Lemmon Survey                 |
| 342281 - | 2008 TV19                | 22 settembre 2008 | Mt. Lemmon Survey                 |
| 342282 - | 2008 TO21                | 1º ottobre 2008   | Mt. Lemmon Survey                 |
| 342283 - | 2008 TS21                | 1º ottobre 2008   | Mt. Lemmon Survey                 |
| 342284 - | 2008 TN22                | 1º ottobre 2008   | Mt. Lemmon Survey                 |
| 342285 - | 2008 TV22                | 1º ottobre 2008   | Spacewatch                        |
| 342286 - | 2008 TT23                | 20 marzo 2007     | Mt. Lemmon Survey                 |
| 342287 - | 2008 TX24                | 2 ottobre 2008    | Mt. Lemmon Survey                 |
| 342288 - | 2008 TT25                | 7 settembre 2008  | Mt. Lemmon Survey                 |
| 342289 - | 2008 TH27                | 17 novembre 2000  | Spacewatch                        |
| 342290 - | 2008 TS32                | 20 settembre 2008 | Spacewatch                        |
| 342291 - | 2008 TL33                | 1º ottobre 2008   | Spacewatch                        |
| 342292 - | 2008 TR33                | 1º ottobre 2008   | Spacewatch                        |
| 342293 - | 2008 TZ35                | 1º ottobre 2008   | Mt. Lemmon Survey                 |
| 342294 - | 2008 TP38                | 1º ottobre 2008   | Spacewatch                        |
| 342295 - | 2008 TX44                | 1º ottobre 2008   | Mt. Lemmon Survey                 |
| 342296 - | 2008 TK45                | 6 settembre 2008  | Mt. Lemmon Survey                 |
| 342297 - | 2008 TL46                | 1º ottobre 2008   | Spacewatch                        |
| 342298 - | 2008 TU47                | 1º ottobre 2008   | Spacewatch                        |
| 342299 - | 2008 TC48                | 1º ottobre 2008   | Spacewatch                        |
| 342300 - | 2008 TD50                | 2 ottobre 2008    | Spacewatch                        |

## 342301-342400
| Nome         | Designazione provvisoria | Data di scoperta  | Scopritore           |
| ------------ | ------------------------ | ----------------- | -------------------- |
| 342301 -     | 2008 TC53                | 2 ottobre 2008    | Spacewatch           |
| 342302 -     | 2008 TL53                | 2 ottobre 2008    | Mt. Lemmon Survey    |
| 342303 -     | 2008 TQ54                | 2 ottobre 2008    | Spacewatch           |
| 342304 -     | 2008 TU55                | 2 ottobre 2008    | Spacewatch           |
| 342305 -     | 2008 TM60                | 2 ottobre 2008    | Spacewatch           |
| 342306 -     | 2008 TN61                | 2 ottobre 2008    | Spacewatch           |
| 342307 -     | 2008 TX64                | 2 ottobre 2008    | CSS                  |
| 342308 -     | 2008 TG65                | 3 settembre 2008  | Spacewatch           |
| 342309 -     | 2008 TZ65                | 2 ottobre 2008    | CSS                  |
| 342310 -     | 2008 TO66                | 2 ottobre 2008    | Spacewatch           |
| 342311 -     | 2008 TQ66                | 2 ottobre 2008    | Spacewatch           |
| 342312 -     | 2008 TT67                | 2 ottobre 2008    | Spacewatch           |
| 342313 -     | 2008 TF69                | 23 settembre 2008 | Spacewatch           |
| 342314 -     | 2008 TU70                | 2 ottobre 2008    | Spacewatch           |
| 342315 -     | 2008 TS71                | 2 ottobre 2008    | Spacewatch           |
| 342316 -     | 2008 TF72                | 2 ottobre 2008    | Spacewatch           |
| 342317 -     | 2008 TL74                | 2 ottobre 2008    | Spacewatch           |
| 342318 -     | 2008 TQ77                | 2 ottobre 2008    | Mt. Lemmon Survey    |
| 342319 -     | 2008 TS79                | 2 ottobre 2008    | Spacewatch           |
| 342320 -     | 2008 TD80                | 22 agosto 2004    | Siding Spring Survey |
| 342321 -     | 2008 TJ83                | 3 ottobre 2008    | Spacewatch           |
| 342322 -     | 2008 TJ84                | 3 ottobre 2008    | Spacewatch           |
| 342323 -     | 2008 TL89                | 3 ottobre 2008    | Spacewatch           |
| 342324 -     | 2008 TK92                | 4 ottobre 2008    | OAM                  |
| 342325 -     | 2008 TQ94                | 5 ottobre 2008    | OAM                  |
| 342326 -     | 2008 TT102               | 6 ottobre 2008    | Spacewatch           |
| 342327 -     | 2008 TQ104               | 6 ottobre 2008    | Spacewatch           |
| 342328 -     | 2008 TL105               | 6 ottobre 2008    | Spacewatch           |
| 342329 -     | 2008 TS105               | 6 ottobre 2008    | Spacewatch           |
| 342330 -     | 2008 TC111               | 6 ottobre 2008    | CSS                  |
| 342331 -     | 2008 TJ111               | 6 ottobre 2008    | CSS                  |
| 342332 -     | 2008 TL111               | 6 ottobre 2008    | CSS                  |
| 342333 -     | 2008 TL114               | 6 ottobre 2008    | Spacewatch           |
| 342334 -     | 2008 TN114               | 23 settembre 2008 | Spacewatch           |
| 342335 -     | 2008 TV117               | 6 ottobre 2008    | Mt. Lemmon Survey    |
| 342336 -     | 2008 TJ119               | 7 ottobre 2008    | Spacewatch           |
| 342337 -     | 2008 TS119               | 7 ottobre 2008    | Spacewatch           |
| 342338 -     | 2008 TE121               | 7 ottobre 2008    | Mt. Lemmon Survey    |
| 342339 -     | 2008 TN122               | 7 ottobre 2008    | Spacewatch           |
| 342340 -     | 2008 TH126               | 6 settembre 2008  | CSS                  |
| 342341 -     | 2008 TD129               | 8 ottobre 2008    | Mt. Lemmon Survey    |
| 342342 -     | 2008 TM132               | 8 ottobre 2008    | Mt. Lemmon Survey    |
| 342343 -     | 2008 TV137               | 8 ottobre 2008    | Mt. Lemmon Survey    |
| 342344 -     | 2008 TD157               | 22 settembre 2008 | Spacewatch           |
| 342345 -     | 2008 TZ157               | 4 ottobre 2008    | OAM                  |
| 342346 -     | 2008 TT158               | 10 ottobre 2008   | Spacewatch           |
| 342347 -     | 2008 TS160               | 2 ottobre 2008    | Spacewatch           |
| 342348 -     | 2008 TN162               | 4 ottobre 2008    | OAM                  |
| 342349 -     | 2008 TD166               | 6 ottobre 2008    | Mt. Lemmon Survey    |
| 342350 -     | 2008 TL168               | 1º ottobre 2008   | Mt. Lemmon Survey    |
| 342351 -     | 2008 TF169               | 7 ottobre 2008    | CSS                  |
| 342352 -     | 2008 TZ169               | 8 ottobre 2008    | Mt. Lemmon Survey    |
| 342353 -     | 2008 TG170               | 8 ottobre 2008    | CSS                  |
| 342354 -     | 2008 TU170               | 9 ottobre 2008    | Mt. Lemmon Survey    |
| 342355 -     | 2008 TD177               | 9 ottobre 2008    | CSS                  |
| 342356 -     | 2008 TB178               | 24 ottobre 2005   | Boattini, A.         |
| 342357 -     | 2008 TY180               | 8 ottobre 2008    | CSS                  |
| 342358 -     | 2008 TW181               | 1º ottobre 2008   | Spacewatch           |
| 342359 -     | 2008 TB182               | 1º ottobre 2008   | CSS                  |
| 342360 -     | 2008 TF182               | 1º ottobre 2008   | CSS                  |
| 342361 -     | 2008 TW183               | 2 ottobre 2008    | Mt. Lemmon Survey    |
| 342362 -     | 2008 TH185               | 6 ottobre 2008    | CSS                  |
| 342363 -     | 2008 TK185               | 6 ottobre 2008    | Mt. Lemmon Survey    |
| 342364 -     | 2008 TR185               | 6 ottobre 2008    | Mt. Lemmon Survey    |
| 342365 -     | 2008 TX187               | 9 ottobre 2008    | Spacewatch           |
| 342366 -     | 2008 TZ188               | 10 ottobre 2008   | Mt. Lemmon Survey    |
| 342367 -     | 2008 TK189               | 10 ottobre 2008   | Mt. Lemmon Survey    |
| 342368 -     | 2008 UJ2                 | 20 ottobre 2008   | Majdanak             |
| 342369 -     | 2008 UF4                 | 24 ottobre 2008   | Tozzi, F.            |
| 342370 -     | 2008 UL4                 | 24 ottobre 2008   | Tozzi, F.            |
| 342371 -     | 2008 UO5                 | 25 ottobre 2008   | Birtwhistle, P.      |
| 342372 Titia | 2008 UQ5                 | 25 ottobre 2008   | Kugel, F.            |
| 342373 -     | 2008 UR9                 | 17 ottobre 2008   | Spacewatch           |
| 342374 -     | 2008 UH13                | 17 ottobre 2008   | Spacewatch           |
| 342375 -     | 2008 UO14                | 18 ottobre 2008   | Spacewatch           |
| 342376 -     | 2008 UX15                | 18 ottobre 2008   | Spacewatch           |
| 342377 -     | 2008 UD19                | 19 ottobre 2008   | Spacewatch           |
| 342378 -     | 2008 UY26                | 20 ottobre 2008   | Spacewatch           |
| 342379 -     | 2008 UB29                | 20 ottobre 2008   | Spacewatch           |
| 342380 -     | 2008 UU29                | 20 ottobre 2008   | Spacewatch           |
| 342381 -     | 2008 UT30                | 20 ottobre 2008   | Spacewatch           |
| 342382 -     | 2008 UF31                | 20 ottobre 2008   | Spacewatch           |
| 342383 -     | 2008 UL32                | 20 ottobre 2008   | Spacewatch           |
| 342384 -     | 2008 UV32                | 20 ottobre 2008   | Spacewatch           |
| 342385 -     | 2008 UA34                | 20 ottobre 2008   | Spacewatch           |
| 342386 -     | 2008 UK34                | 20 ottobre 2008   | Spacewatch           |
| 342387 -     | 2008 UN34                | 20 ottobre 2008   | Spacewatch           |
| 342388 -     | 2008 UT34                | 20 ottobre 2008   | Spacewatch           |
| 342389 -     | 2008 UT38                | 20 ottobre 2008   | Spacewatch           |
| 342390 -     | 2008 UP40                | 20 ottobre 2008   | Spacewatch           |
| 342391 -     | 2008 UG41                | 20 ottobre 2008   | Spacewatch           |
| 342392 -     | 2008 UK41                | 20 ottobre 2008   | Spacewatch           |
| 342393 -     | 2008 UV42                | 20 ottobre 2008   | Spacewatch           |
| 342394 -     | 2008 UR48                | 20 ottobre 2008   | Spacewatch           |
| 342395 -     | 2008 UU48                | 20 ottobre 2008   | Spacewatch           |
| 342396 -     | 2008 UV50                | 20 ottobre 2008   | Mt. Lemmon Survey    |
| 342397 -     | 2008 UB51                | 20 ottobre 2008   | Mt. Lemmon Survey    |
| 342398 -     | 2008 UL52                | 20 ottobre 2008   | Spacewatch           |
| 342399 -     | 2008 US52                | 20 ottobre 2008   | Mt. Lemmon Survey    |
| 342400 -     | 2008 UO53                | 9 settembre 2008  | Mt. Lemmon Survey    |

## 342401-342500
| Nome          | Designazione provvisoria | Data di scoperta  | Scopritore        |
| ------------- | ------------------------ | ----------------- | ----------------- |
| 342401 -      | 2008 UG54                | 20 ottobre 2008   | Spacewatch        |
| 342402 -      | 2008 UY54                | 20 ottobre 2008   | LUSS              |
| 342403 -      | 2008 UD56                | 21 ottobre 2008   | Spacewatch        |
| 342404 -      | 2008 UQ56                | 21 ottobre 2008   | Mt. Lemmon Survey |
| 342405 -      | 2008 UX56                | 21 ottobre 2008   | Mt. Lemmon Survey |
| 342406 -      | 2008 UL57                | 21 ottobre 2008   | Spacewatch        |
| 342407 -      | 2008 UG58                | 21 ottobre 2008   | Spacewatch        |
| 342408 -      | 2008 UM58                | 21 ottobre 2008   | Mt. Lemmon Survey |
| 342409 -      | 2008 UP58                | 21 ottobre 2008   | Mt. Lemmon Survey |
| 342410 -      | 2008 UD59                | 21 ottobre 2008   | Spacewatch        |
| 342411 -      | 2008 UJ65                | 21 ottobre 2008   | Spacewatch        |
| 342412 -      | 2008 UL65                | 21 ottobre 2008   | Spacewatch        |
| 342413 -      | 2008 UH66                | 21 ottobre 2008   | Spacewatch        |
| 342414 -      | 2008 UW66                | 21 ottobre 2008   | Spacewatch        |
| 342415 -      | 2008 UP67                | 21 ottobre 2008   | Spacewatch        |
| 342416 -      | 2008 UM70                | 21 ottobre 2008   | Spacewatch        |
| 342417 -      | 2008 UO70                | 21 ottobre 2008   | Spacewatch        |
| 342418 -      | 2008 UG71                | 21 ottobre 2008   | Mt. Lemmon Survey |
| 342419 -      | 2008 UK72                | 21 ottobre 2008   | Mt. Lemmon Survey |
| 342420 -      | 2008 UM72                | 21 ottobre 2008   | Mt. Lemmon Survey |
| 342421 -      | 2008 UW73                | 21 ottobre 2008   | Spacewatch        |
| 342422 -      | 2008 US75                | 21 ottobre 2008   | Spacewatch        |
| 342423 -      | 2008 UG76                | 21 ottobre 2008   | Spacewatch        |
| 342424 -      | 2008 UB77                | 21 ottobre 2008   | Spacewatch        |
| 342425 -      | 2008 UP77                | 21 ottobre 2008   | Spacewatch        |
| 342426 -      | 2008 UA80                | 23 settembre 2008 | Mt. Lemmon Survey |
| 342427 -      | 2008 UM84                | 23 ottobre 2008   | Spacewatch        |
| 342428 -      | 2008 UG87                | 23 ottobre 2008   | Mt. Lemmon Survey |
| 342429 -      | 2008 UP87                | 23 ottobre 2008   | LUSS              |
| 342430 -      | 2008 UN89                | 24 ottobre 2008   | Mt. Lemmon Survey |
| 342431 Hilo - | 2008 UQ90                | 25 ottobre 2008   | Starkenburg       |
| 342432 -      | 2008 UC91                | 29 settembre 2008 | CSS               |
| 342433 -      | 2008 UU92                | 24 ottobre 2008   | LINEAR            |
| 342434 -      | 2008 UE93                | 15 marzo 2007     | Mt. Lemmon Survey |
| 342435 -      | 2008 UL93                | 25 ottobre 2008   | LINEAR            |
| 342436 -      | 2008 UT93                | 25 ottobre 2008   | LINEAR            |
| 342437 -      | 2008 UA94                | 25 ottobre 2008   | LINEAR            |
| 342438 -      | 2008 UH94                | 26 ottobre 2008   | LINEAR            |
| 342439 -      | 2008 UN94                | 26 ottobre 2008   | LINEAR            |
| 342440 -      | 2008 UR94                | 28 ottobre 2008   | Hobart, J.        |
| 342441 -      | 2008 UR95                | 25 ottobre 2008   | Spacewatch        |
| 342442 -      | 2008 UY95                | 22 settembre 2008 | Spacewatch        |
| 342443 -      | 2008 UE98                | 26 ottobre 2008   | LINEAR            |
| 342444 -      | 2008 UJ98                | 26 ottobre 2008   | LINEAR            |
| 342445 -      | 2008 UR98                | 26 ottobre 2008   | LINEAR            |
| 342446 -      | 2008 UU98                | 25 ottobre 2008   | CSS               |
| 342447 -      | 2008 UA99                | 28 ottobre 2008   | LINEAR            |
| 342448 -      | 2008 UA100               | 27 ottobre 2008   | BATTeRS           |
| 342449 -      | 2008 UE101               | 20 ottobre 2008   | Spacewatch        |
| 342450 -      | 2008 UF110               | 22 ottobre 2008   | Spacewatch        |
| 342451 -      | 2008 US110               | 22 ottobre 2008   | Spacewatch        |
| 342452 -      | 2008 UW110               | 22 ottobre 2008   | Spacewatch        |
| 342453 -      | 2008 UA111               | 22 ottobre 2008   | Spacewatch        |
| 342454 -      | 2008 UG111               | 22 ottobre 2008   | Spacewatch        |
| 342455 -      | 2008 UA112               | 22 ottobre 2008   | Spacewatch        |
| 342456 -      | 2008 UP112               | 22 ottobre 2008   | Spacewatch        |
| 342457 -      | 2008 UQ112               | 22 ottobre 2008   | Spacewatch        |
| 342458 -      | 2008 UF115               | 22 ottobre 2008   | Spacewatch        |
| 342459 -      | 2008 UO115               | 22 ottobre 2008   | Spacewatch        |
| 342460 -      | 2008 UE116               | 22 ottobre 2008   | Spacewatch        |
| 342461 -      | 2008 UH119               | 22 ottobre 2008   | Spacewatch        |
| 342462 -      | 2008 UH121               | 22 ottobre 2008   | Spacewatch        |
| 342463 -      | 2008 UK122               | 22 ottobre 2008   | Spacewatch        |
| 342464 -      | 2008 UY122               | 22 ottobre 2008   | Spacewatch        |
| 342465 -      | 2008 UB123               | 22 ottobre 2008   | Spacewatch        |
| 342466 -      | 2008 UC123               | 22 ottobre 2008   | Spacewatch        |
| 342467 -      | 2008 UD124               | 22 ottobre 2008   | Spacewatch        |
| 342468 -      | 2008 UU124               | 22 ottobre 2008   | Spacewatch        |
| 342469 -      | 2008 UH125               | 22 ottobre 2008   | Spacewatch        |
| 342470 -      | 2008 UM126               | 22 ottobre 2008   | Spacewatch        |
| 342471 -      | 2008 UU127               | 22 ottobre 2008   | Spacewatch        |
| 342472 -      | 2008 UE129               | 23 ottobre 2008   | Spacewatch        |
| 342473 -      | 2008 UB137               | 23 ottobre 2008   | Spacewatch        |
| 342474 -      | 2008 UJ140               | 23 ottobre 2008   | Spacewatch        |
| 342475 -      | 2008 UB142               | 23 ottobre 2008   | Spacewatch        |
| 342476 -      | 2008 UA143               | 2 ottobre 2008    | Mt. Lemmon Survey |
| 342477 -      | 2008 UR144               | 23 ottobre 2008   | Spacewatch        |
| 342478 -      | 2008 UD147               | 23 ottobre 2008   | Spacewatch        |
| 342479 -      | 2008 UG147               | 23 ottobre 2008   | Spacewatch        |
| 342480 -      | 2008 UL147               | 23 ottobre 2008   | Spacewatch        |
| 342481 -      | 2008 UG148               | 23 ottobre 2008   | Spacewatch        |
| 342482 -      | 2008 UX148               | 23 ottobre 2008   | Spacewatch        |
| 342483 -      | 2008 UP150               | 23 ottobre 2008   | Mt. Lemmon Survey |
| 342484 -      | 2008 UG151               | 23 ottobre 2008   | Spacewatch        |
| 342485 -      | 2008 UN153               | 23 ottobre 2008   | Mt. Lemmon Survey |
| 342486 -      | 2008 UC158               | 23 ottobre 2008   | Mt. Lemmon Survey |
| 342487 -      | 2008 UP158               | 23 ottobre 2008   | Spacewatch        |
| 342488 -      | 2008 UW158               | 23 ottobre 2008   | Spacewatch        |
| 342489 -      | 2008 UV159               | 23 ottobre 2008   | Spacewatch        |
| 342490 -      | 2008 UM160               | 23 ottobre 2008   | Spacewatch        |
| 342491 -      | 2008 UK162               | 5 gennaio 2006    | Mt. Lemmon Survey |
| 342492 -      | 2008 UM163               | 24 ottobre 2008   | Spacewatch        |
| 342493 -      | 2008 UB166               | 24 ottobre 2008   | Spacewatch        |
| 342494 -      | 2008 UW169               | 24 ottobre 2008   | CSS               |
| 342495 -      | 2008 UD170               | 24 ottobre 2008   | CSS               |
| 342496 -      | 2008 UQ171               | 24 ottobre 2008   | Spacewatch        |
| 342497 -      | 2008 UL172               | 24 ottobre 2008   | Spacewatch        |
| 342498 -      | 2008 UQ172               | 24 ottobre 2008   | Spacewatch        |
| 342499 -      | 2008 UD173               | 24 ottobre 2008   | Spacewatch        |
| 342500 -      | 2008 UX173               | 26 maggio 2007    | Mt. Lemmon Survey |

## 342501-342600
| Nome     | Designazione provvisoria | Data di scoperta  | Scopritore        |
| -------- | ------------------------ | ----------------- | ----------------- |
| 342501 - | 2008 UT174               | 24 ottobre 2008   | CSS               |
| 342502 - | 2008 UN176               | 24 ottobre 2008   | Mt. Lemmon Survey |
| 342503 - | 2008 UE181               | 24 ottobre 2008   | Mt. Lemmon Survey |
| 342504 - | 2008 UB183               | 24 ottobre 2008   | Mt. Lemmon Survey |
| 342505 - | 2008 UW183               | 24 ottobre 2008   | Mt. Lemmon Survey |
| 342506 - | 2008 UL185               | 24 ottobre 2008   | Spacewatch        |
| 342507 - | 2008 UP185               | 24 ottobre 2008   | Spacewatch        |
| 342508 - | 2008 UW185               | 24 ottobre 2008   | Spacewatch        |
| 342509 - | 2008 UC186               | 24 ottobre 2008   | Mt. Lemmon Survey |
| 342510 - | 2008 UH186               | 24 ottobre 2008   | Spacewatch        |
| 342511 - | 2008 UQ186               | 24 ottobre 2008   | Spacewatch        |
| 342512 - | 2008 UE191               | 25 ottobre 2008   | Mt. Lemmon Survey |
| 342513 - | 2008 UF191               | 25 ottobre 2008   | Mt. Lemmon Survey |
| 342514 - | 2008 UE197               | 27 ottobre 2008   | Mt. Lemmon Survey |
| 342515 - | 2008 UL198               | 26 ottobre 2008   | LINEAR            |
| 342516 - | 2008 UA199               | 27 ottobre 2008   | LINEAR            |
| 342517 - | 2008 UM199               | 31 ottobre 2008   | Mt. Lemmon Survey |
| 342518 - | 2008 UY199               | 31 ottobre 2008   | Hug, G.           |
| 342519 - | 2008 UA201               | 28 ottobre 2008   | LINEAR            |
| 342520 - | 2008 UW201               | 31 ottobre 2008   | LINEAR            |
| 342521 - | 2008 UA203               | 28 ottobre 2008   | LINEAR            |
| 342522 - | 2008 UX203               | 28 ottobre 2008   | LINEAR            |
| 342523 - | 2008 UK204               | 26 ottobre 2008   | Spacewatch        |
| 342524 - | 2008 UQ204               | 27 ottobre 2008   | LINEAR            |
| 342525 - | 2008 UG205               | 27 ottobre 2008   | CSS               |
| 342526 - | 2008 UZ205               | 22 ottobre 2008   | Spacewatch        |
| 342527 - | 2008 UH206               | 22 ottobre 2008   | Mt. Lemmon Survey |
| 342528 - | 2008 UW208               | 23 ottobre 2008   | Spacewatch        |
| 342529 - | 2008 UH209               | 23 ottobre 2008   | Spacewatch        |
| 342530 - | 2008 UK214               | 24 ottobre 2008   | CSS               |
| 342531 - | 2008 UB215               | 10 ottobre 2008   | CSS               |
| 342532 - | 2008 UF216               | 24 ottobre 2008   | Spacewatch        |
| 342533 - | 2008 UU217               | 25 ottobre 2008   | Spacewatch        |
| 342534 - | 2008 UE218               | 25 ottobre 2008   | Spacewatch        |
| 342535 - | 2008 UO218               | 25 ottobre 2008   | Spacewatch        |
| 342536 - | 2008 UQ218               | 25 ottobre 2008   | Spacewatch        |
| 342537 - | 2008 UR219               | 25 ottobre 2008   | Spacewatch        |
| 342538 - | 2008 UT220               | 25 ottobre 2008   | Spacewatch        |
| 342539 - | 2008 UR222               | 25 ottobre 2008   | Spacewatch        |
| 342540 - | 2008 UA223               | 25 ottobre 2008   | Spacewatch        |
| 342541 - | 2008 UC223               | 25 ottobre 2008   | Spacewatch        |
| 342542 - | 2008 UY225               | 25 ottobre 2008   | CSS               |
| 342543 - | 2008 UC227               | 25 ottobre 2008   | Spacewatch        |
| 342544 - | 2008 UD227               | 25 ottobre 2008   | Spacewatch        |
| 342545 - | 2008 US227               | 25 ottobre 2008   | Spacewatch        |
| 342546 - | 2008 UG228               | 4 ottobre 1994    | Spacewatch        |
| 342547 - | 2008 UR230               | 26 ottobre 2008   | Spacewatch        |
| 342548 - | 2008 US232               | 25 dicembre 2005  | Mt. Lemmon Survey |
| 342549 - | 2008 UM233               | 26 ottobre 2008   | Spacewatch        |
| 342550 - | 2008 UO236               | 26 ottobre 2008   | Spacewatch        |
| 342551 - | 2008 UA239               | 26 ottobre 2008   | Spacewatch        |
| 342552 - | 2008 UV240               | 26 ottobre 2008   | Spacewatch        |
| 342553 - | 2008 UV241               | 26 ottobre 2008   | Mt. Lemmon Survey |
| 342554 - | 2008 UN242               | 26 ottobre 2008   | Spacewatch        |
| 342555 - | 2008 UO242               | 26 ottobre 2008   | Spacewatch        |
| 342556 - | 2008 UT244               | 26 ottobre 2008   | CSS               |
| 342557 - | 2008 UN245               | 26 ottobre 2008   | Spacewatch        |
| 342558 - | 2008 UW245               | 26 ottobre 2008   | Spacewatch        |
| 342559 - | 2008 UT247               | 26 ottobre 2008   | Spacewatch        |
| 342560 - | 2008 UG248               | 26 ottobre 2008   | Spacewatch        |
| 342561 - | 2008 UL250               | 27 ottobre 2008   | Spacewatch        |
| 342562 - | 2008 UB251               | 27 ottobre 2008   | Spacewatch        |
| 342563 - | 2008 UG251               | 27 ottobre 2008   | Spacewatch        |
| 342564 - | 2008 US251               | 27 ottobre 2008   | Spacewatch        |
| 342565 - | 2008 UP252               | 27 ottobre 2008   | Spacewatch        |
| 342566 - | 2008 UM254               | 27 ottobre 2008   | Spacewatch        |
| 342567 - | 2008 UW254               | 27 ottobre 2008   | Spacewatch        |
| 342568 - | 2008 UK255               | 27 ottobre 2008   | Spacewatch        |
| 342569 - | 2008 UX255               | 27 ottobre 2008   | Spacewatch        |
| 342570 - | 2008 UY257               | 27 ottobre 2008   | Spacewatch        |
| 342571 - | 2008 UH259               | 27 ottobre 2008   | Spacewatch        |
| 342572 - | 2008 UQ259               | 27 ottobre 2008   | Spacewatch        |
| 342573 - | 2008 UN261               | 27 ottobre 2008   | Mt. Lemmon Survey |
| 342574 - | 2008 UB262               | 27 ottobre 2008   | Spacewatch        |
| 342575 - | 2008 UC264               | 28 ottobre 2008   | Mt. Lemmon Survey |
| 342576 - | 2008 UP264               | 28 ottobre 2008   | Spacewatch        |
| 342577 - | 2008 UV266               | 28 ottobre 2008   | Spacewatch        |
| 342578 - | 2008 UW266               | 28 ottobre 2008   | Spacewatch        |
| 342579 - | 2008 UR267               | 28 ottobre 2008   | Spacewatch        |
| 342580 - | 2008 UK268               | 28 ottobre 2008   | Spacewatch        |
| 342581 - | 2008 UG269               | 28 ottobre 2008   | Spacewatch        |
| 342582 - | 2008 UP270               | 28 ottobre 2008   | CSS               |
| 342583 - | 2008 UF273               | 28 ottobre 2008   | Mt. Lemmon Survey |
| 342584 - | 2008 UG277               | 28 ottobre 2008   | Mt. Lemmon Survey |
| 342585 - | 2008 UO278               | 28 ottobre 2008   | Mt. Lemmon Survey |
| 342586 - | 2008 UQ279               | 28 ottobre 2008   | Mt. Lemmon Survey |
| 342587 - | 2008 UU283               | 24 settembre 2008 | Mt. Lemmon Survey |
| 342588 - | 2008 UQ288               | 28 ottobre 2008   | Mt. Lemmon Survey |
| 342589 - | 2008 UH289               | 28 ottobre 2008   | Spacewatch        |
| 342590 - | 2008 UB292               | 29 ottobre 2008   | Spacewatch        |
| 342591 - | 2008 UH300               | 29 ottobre 2008   | Spacewatch        |
| 342592 - | 2008 UP300               | 29 ottobre 2008   | CSS               |
| 342593 - | 2008 UF301               | 29 ottobre 2008   | Spacewatch        |
| 342594 - | 2008 UF302               | 29 ottobre 2008   | Spacewatch        |
| 342595 - | 2008 UM302               | 29 ottobre 2008   | Spacewatch        |
| 342596 - | 2008 UP302               | 29 ottobre 2008   | Spacewatch        |
| 342597 - | 2008 UQ303               | 29 ottobre 2008   | Spacewatch        |
| 342598 - | 2008 UE308               | 30 ottobre 2008   | Spacewatch        |
| 342599 - | 2008 UT308               | 30 ottobre 2008   | Spacewatch        |
| 342600 - | 2008 UW310               | 30 ottobre 2008   | CSS               |

## 342601-342700
| Nome           | Designazione provvisoria | Data di scoperta  | Scopritore           |
| -------------- | ------------------------ | ----------------- | -------------------- |
| 342601 -       | 2008 UW313               | 30 ottobre 2008   | Mt. Lemmon Survey    |
| 342602 -       | 2008 UF315               | 30 ottobre 2008   | Spacewatch           |
| 342603 -       | 2008 UW315               | 30 ottobre 2008   | Spacewatch           |
| 342604 -       | 2008 UY320               | 31 ottobre 2008   | Mt. Lemmon Survey    |
| 342605 -       | 2008 UC321               | 31 ottobre 2008   | Mt. Lemmon Survey    |
| 342606 -       | 2008 UA322               | 31 ottobre 2008   | Mt. Lemmon Survey    |
| 342607 -       | 2008 UV322               | 31 ottobre 2008   | Mt. Lemmon Survey    |
| 342608 -       | 2008 UM323               | 31 ottobre 2008   | CSS                  |
| 342609 -       | 2008 UL324               | 31 ottobre 2008   | Spacewatch           |
| 342610 -       | 2008 UO325               | 15 dicembre 2004  | LINEAR               |
| 342611 -       | 2008 UE327               | 25 ottobre 2008   | Siding Spring Survey |
| 342612 -       | 2008 UN327               | 30 ottobre 2008   | CSS                  |
| 342613 -       | 2008 UO331               | 31 ottobre 2008   | CSS                  |
| 342614 -       | 2008 UH335               | 22 ottobre 2008   | Spacewatch           |
| 342615 -       | 2008 UN336               | 23 ottobre 2008   | Spacewatch           |
| 342616 -       | 2008 UJ338               | 21 ottobre 2008   | Spacewatch           |
| 342617 -       | 2008 UF339               | 23 ottobre 2008   | Spacewatch           |
| 342618 -       | 2008 UV339               | 23 ottobre 2008   | Spacewatch           |
| 342619 -       | 2008 UR340               | 24 ottobre 2008   | CSS                  |
| 342620 Beita - | 2008 UL341               | 25 ottobre 2008   | La Canada            |
| 342621 -       | 2008 UR341               | 26 ottobre 2008   | Spacewatch           |
| 342622 -       | 2008 UV341               | 27 ottobre 2008   | Spacewatch           |
| 342623 -       | 2008 UC342               | 28 ottobre 2008   | Spacewatch           |
| 342624 -       | 2008 UM342               | 28 ottobre 2008   | Mt. Lemmon Survey    |
| 342625 -       | 2008 UP342               | 28 ottobre 2008   | Mt. Lemmon Survey    |
| 342626 -       | 2008 UL343               | 24 ottobre 2008   | CSS                  |
| 342627 -       | 2008 UR343               | 22 ottobre 2008   | Spacewatch           |
| 342628 -       | 2008 UT344               | 30 ottobre 2008   | Spacewatch           |
| 342629 -       | 2008 UD346               | 31 ottobre 2008   | Mt. Lemmon Survey    |
| 342630 -       | 2008 UL346               | 30 ottobre 2008   | Mt. Lemmon Survey    |
| 342631 -       | 2008 UN346               | 31 ottobre 2008   | Mt. Lemmon Survey    |
| 342632 -       | 2008 UV349               | 28 ottobre 2008   | Mt. Lemmon Survey    |
| 342633 -       | 2008 UB352               | 30 ottobre 2008   | CSS                  |
| 342634 -       | 2008 UU352               | 27 ottobre 2008   | Mt. Lemmon Survey    |
| 342635 -       | 2008 UF353               | 20 ottobre 2008   | Spacewatch           |
| 342636 -       | 2008 UR353               | 20 ottobre 2008   | Spacewatch           |
| 342637 -       | 2008 UR354               | 27 ottobre 2008   | Mt. Lemmon Survey    |
| 342638 -       | 2008 UW355               | 27 ottobre 2008   | Spacewatch           |
| 342639 -       | 2008 UZ355               | 23 ottobre 2008   | Spacewatch           |
| 342640 -       | 2008 UD356               | 20 ottobre 2008   | Mt. Lemmon Survey    |
| 342641 -       | 2008 UM356               | 23 ottobre 2008   | Spacewatch           |
| 342642 -       | 2008 UA358               | 25 ottobre 2008   | Spacewatch           |
| 342643 -       | 2008 UG360               | 21 ottobre 2008   | Spacewatch           |
| 342644 -       | 2008 UZ363               | 26 ottobre 2008   | CSS                  |
| 342645 -       | 2008 UV364               | 29 ottobre 2008   | CSS                  |
| 342646 -       | 2008 UE367               | 24 ottobre 2008   | LINEAR               |
| 342647 -       | 2008 UM368               | 24 ottobre 2008   | CSS                  |
| 342648 -       | 2008 UP369               | 29 ottobre 2008   | LINEAR               |
| 342649 -       | 2008 UP370               | 29 ottobre 2008   | Spacewatch           |
| 342650 -       | 2008 VQ1                 | 2 novembre 2008   | LINEAR               |
| 342651 -       | 2008 VR1                 | 2 novembre 2008   | LINEAR               |
| 342652 -       | 2008 VW2                 | 2 novembre 2008   | LINEAR               |
| 342653 -       | 2008 VG3                 | 6 ottobre 2008    | OAM                  |
| 342654 -       | 2008 VJ3                 | 29 settembre 2008 | Mt. Lemmon Survey    |
| 342655 -       | 2008 VO3                 | 3 novembre 2008   | LINEAR               |
| 342656 -       | 2008 VV3                 | 4 novembre 2008   | Jarnac               |
| 342657 -       | 2008 VW3                 | 4 novembre 2008   | Jarnac               |
| 342658 -       | 2008 VC4                 | 4 novembre 2008   | BATTeRS              |
| 342659 -       | 2008 VP4                 | 4 novembre 2008   | Jarnac               |
| 342660 -       | 2008 VW4                 | 6 novembre 2008   | Muler, G.            |
| 342661 -       | 2008 VK6                 | 1º novembre 2008  | Spacewatch           |
| 342662 -       | 2008 VR10                | 2 novembre 2008   | Mt. Lemmon Survey    |
| 342663 -       | 2008 VB12                | 2 novembre 2008   | Mt. Lemmon Survey    |
| 342664 -       | 2008 VZ12                | 3 novembre 2008   | Mt. Lemmon Survey    |
| 342665 -       | 2008 VB13                | 3 novembre 2008   | Spacewatch           |
| 342666 -       | 2008 VC13                | 6 novembre 2008   | Andrushivka          |
| 342667 -       | 2008 VM13                | 2 dicembre 2004   | CSS                  |
| 342668 -       | 2008 VZ14                | 7 novembre 2008   | Mt. Lemmon Survey    |
| 342669 -       | 2008 VP15                | 1º novembre 2008  | Spacewatch           |
| 342670 -       | 2008 VQ15                | 1º novembre 2008  | Spacewatch           |
| 342671 -       | 2008 VQ16                | 20 ottobre 2008   | Spacewatch           |
| 342672 -       | 2008 VY25                | 2 novembre 2008   | Spacewatch           |
| 342673 -       | 2008 VD31                | 12 maggio 2007    | Spacewatch           |
| 342674 -       | 2008 VE35                | 2 novembre 2008   | Mt. Lemmon Survey    |
| 342675 -       | 2008 VU35                | 2 novembre 2008   | Spacewatch           |
| 342676 -       | 2008 VD36                | 9 aprile 2006     | Spacewatch           |
| 342677 -       | 2008 VC38                | 2 novembre 2008   | Mt. Lemmon Survey    |
| 342678 -       | 2008 VV38                | 2 novembre 2008   | Spacewatch           |
| 342679 -       | 2008 VL39                | 2 novembre 2008   | Spacewatch           |
| 342680 -       | 2008 VN41                | 3 novembre 2008   | CSS                  |
| 342681 -       | 2008 VT46                | 3 novembre 2008   | Spacewatch           |
| 342682 -       | 2008 VT50                | 4 novembre 2008   | CSS                  |
| 342683 -       | 2008 VW52                | 6 novembre 2008   | Mt. Lemmon Survey    |
| 342684 -       | 2008 VB53                | 6 novembre 2008   | Mt. Lemmon Survey    |
| 342685 -       | 2008 VL53                | 6 novembre 2008   | CSS                  |
| 342686 -       | 2008 VX57                | 6 novembre 2008   | CSS                  |
| 342687 -       | 2008 VL59                | 22 settembre 2008 | Mt. Lemmon Survey    |
| 342688 -       | 2008 VZ60                | 8 novembre 2008   | Mt. Lemmon Survey    |
| 342689 -       | 2008 VZ61                | 2 ottobre 2008    | Mt. Lemmon Survey    |
| 342690 -       | 2008 VK64                | 10 novembre 2008  | OAM                  |
| 342691 -       | 2008 VQ64                | 10 novembre 2008  | OAM                  |
| 342692 -       | 2008 VT66                | 3 novembre 2008   | Spacewatch           |
| 342693 -       | 2008 VV67                | 9 novembre 2008   | Spacewatch           |
| 342694 -       | 2008 VQ69                | 8 novembre 2008   | Spacewatch           |
| 342695 -       | 2008 VD71                | 9 novembre 2008   | Spacewatch           |
| 342696 -       | 2008 VR71                | 2 novembre 2008   | Mt. Lemmon Survey    |
| 342697 -       | 2008 VS71                | 6 novembre 2008   | Spacewatch           |
| 342698 -       | 2008 VB72                | 3 novembre 2008   | CSS                  |
| 342699 -       | 2008 VO72                | 7 novembre 2008   | Mt. Lemmon Survey    |
| 342700 -       | 2008 VH73                | 3 novembre 2008   | Spacewatch           |

## 342701-342800
| Nome             | Designazione provvisoria | Data di scoperta  | Scopritore                        |
| ---------------- | ------------------------ | ----------------- | --------------------------------- |
| 342701 -         | 2008 VH75                | 3 novembre 2008   | CSS                               |
| 342702 -         | 2008 VW77                | 6 novembre 2008   | Mt. Lemmon Survey                 |
| 342703 -         | 2008 VP78                | 7 novembre 2008   | Mt. Lemmon Survey                 |
| 342704 -         | 2008 VJ79                | 2 novembre 2008   | Mt. Lemmon Survey                 |
| 342705 -         | 2008 VS79                | 18 settembre 2003 | NEAT                              |
| 342706 -         | 2008 VD80                | 6 novembre 2008   | Spacewatch                        |
| 342707 -         | 2008 VJ80                | 1º novembre 2008  | Mt. Lemmon Survey                 |
| 342708 -         | 2008 WG1                 | 17 novembre 2008  | CSS                               |
| 342709 -         | 2008 WW1                 | 18 novembre 2008  | LINEAR                            |
| 342710 -         | 2008 WR2                 | 18 novembre 2008  | BATTeRS                           |
| 342711 -         | 2008 WH3                 | 17 novembre 2008  | Spacewatch                        |
| 342712 -         | 2008 WC10                | 17 novembre 2008  | Spacewatch                        |
| 342713 -         | 2008 WP12                | 18 novembre 2008  | Spacewatch                        |
| 342714 -         | 2008 WF13                | 18 novembre 2008  | LINEAR                            |
| 342715 -         | 2008 WU13                | 27 ottobre 2008   | Spacewatch                        |
| 342716 -         | 2008 WU14                | 17 novembre 2008  | Spacewatch                        |
| 342717 -         | 2008 WB15                | 17 novembre 2008  | Spacewatch                        |
| 342718 -         | 2008 WE16                | 17 novembre 2008  | Spacewatch                        |
| 342719 -         | 2008 WW16                | 17 novembre 2008  | Spacewatch                        |
| 342720 -         | 2008 WQ21                | 17 novembre 2008  | Spacewatch                        |
| 342721 -         | 2008 WC23                | 18 novembre 2008  | CSS                               |
| 342722 -         | 2008 WJ23                | 18 novembre 2008  | CSS                               |
| 342723 -         | 2008 WL23                | 18 novembre 2008  | CSS                               |
| 342724 -         | 2008 WA24                | 18 novembre 2008  | CSS                               |
| 342725 -         | 2008 WL25                | 18 novembre 2008  | Spacewatch                        |
| 342726 -         | 2008 WQ25                | 23 ottobre 2008   | Spacewatch                        |
| 342727 -         | 2008 WP32                | 20 novembre 2008  | Lowe, A.                          |
| 342728 -         | 2008 WD34                | 17 novembre 2008  | Spacewatch                        |
| 342729 -         | 2008 WG34                | 17 novembre 2008  | Spacewatch                        |
| 342730 -         | 2008 WB39                | 28 ottobre 2008   | Spacewatch                        |
| 342731 -         | 2008 WD40                | 17 novembre 2008  | Spacewatch                        |
| 342732 -         | 2008 WW41                | 17 novembre 2008  | Spacewatch                        |
| 342733 -         | 2008 WO42                | 17 novembre 2008  | Spacewatch                        |
| 342734 -         | 2008 WF43                | 17 novembre 2008  | Spacewatch                        |
| 342735 -         | 2008 WZ44                | 17 novembre 2008  | Spacewatch                        |
| 342736 -         | 2008 WK46                | 17 novembre 2008  | Spacewatch                        |
| 342737 -         | 2008 WV48                | 18 novembre 2008  | CSS                               |
| 342738 -         | 2008 WB49                | 18 novembre 2008  | CSS                               |
| 342739 -         | 2008 WS49                | 25 marzo 2006     | Spacewatch                        |
| 342740 -         | 2008 WM51                | 18 novembre 2008  | Spacewatch                        |
| 342741 -         | 2008 WK54                | 19 novembre 2008  | Spacewatch                        |
| 342742 -         | 2008 WU54                | 19 novembre 2008  | Mt. Lemmon Survey                 |
| 342743 -         | 2008 WT60                | 19 novembre 2008  | LINEAR                            |
| 342744 -         | 2008 WD61                | 23 novembre 2008  | LINEAR                            |
| 342745 -         | 2008 WT61                | 22 novembre 2008  | OAM                               |
| 342746 -         | 2008 WV62                | 21 novembre 2008  | BATTeRS                           |
| 342747 -         | 2008 WK63                | 20 novembre 2008  | LINEAR                            |
| 342748 -         | 2008 WU65                | 25 settembre 2008 | Mt. Lemmon Survey                 |
| 342749 -         | 2008 WU66                | 18 novembre 2008  | Spacewatch                        |
| 342750 -         | 2008 WN67                | 18 novembre 2008  | Spacewatch                        |
| 342751 -         | 2008 WW67                | 10 dicembre 2004  | Spacewatch                        |
| 342752 -         | 2008 WY68                | 18 novembre 2008  | Spacewatch                        |
| 342753 -         | 2008 WU73                | 19 novembre 2008  | Mt. Lemmon Survey                 |
| 342754 -         | 2008 WJ75                | 23 settembre 2008 | Mt. Lemmon Survey                 |
| 342755 -         | 2008 WG78                | 20 novembre 2008  | Spacewatch                        |
| 342756 -         | 2008 WK79                | 20 novembre 2008  | Spacewatch                        |
| 342757 -         | 2008 WX81                | 20 novembre 2008  | Spacewatch                        |
| 342758 -         | 2008 WF83                | 20 novembre 2008  | Spacewatch                        |
| 342759 -         | 2008 WD85                | 20 novembre 2008  | Spacewatch                        |
| 342760 -         | 2008 WV88                | 21 novembre 2008  | Mt. Lemmon Survey                 |
| 342761 -         | 2008 WL92                | 24 novembre 2008  | Kugel, F.                         |
| 342762 -         | 2008 WW94                | 26 novembre 2008  | Farra d'Isonzo                    |
| 342763 -         | 2008 WD95                | 21 novembre 2008  | Cerro Burek                       |
| 342764 Alantitus | 2008 WL95                | 26 ottobre 2008   | Mt. Lemmon Survey                 |
| 342765 -         | 2008 WB97                | 28 novembre 2008  | Sarneczky, K., Orgel, C.          |
| 342766 -         | 2008 WC97                | 17 novembre 2008  | CSS                               |
| 342767 -         | 2008 WU97                | 19 novembre 2008  | CSS                               |
| 342768 -         | 2008 WL98                | 24 novembre 2008  | Mt. Lemmon Survey                 |
| 342769 -         | 2008 WS98                | 23 novembre 2008  | OAM                               |
| 342770 -         | 2008 WV98                | 23 novembre 2008  | OAM                               |
| 342771 -         | 2008 WH101               | 26 novembre 2008  | OAM                               |
| 342772 -         | 2008 WK101               | 27 novembre 2008  | Astronomical Research Observatory |
| 342773 -         | 2008 WM101               | 27 novembre 2008  | Crni Vrh                          |
| 342774 -         | 2008 WP101               | 30 novembre 2008  | LINEAR                            |
| 342775 -         | 2008 WO102               | 19 novembre 2008  | CSS                               |
| 342776 -         | 2008 WN103               | 30 novembre 2008  | Spacewatch                        |
| 342777 -         | 2008 WH106               | 30 novembre 2008  | Spacewatch                        |
| 342778 -         | 2008 WN107               | 21 ottobre 2008   | Mt. Lemmon Survey                 |
| 342779 -         | 2008 WG108               | 30 novembre 2008  | CSS                               |
| 342780 -         | 2008 WN109               | 30 novembre 2008  | Spacewatch                        |
| 342781 -         | 2008 WO109               | 30 novembre 2008  | Spacewatch                        |
| 342782 -         | 2008 WT110               | 22 ottobre 2008   | Spacewatch                        |
| 342783 -         | 2008 WE113               | 30 novembre 2008  | Spacewatch                        |
| 342784 -         | 2008 WW113               | 30 novembre 2008  | Spacewatch                        |
| 342785 -         | 2008 WG114               | 30 novembre 2008  | Spacewatch                        |
| 342786 -         | 2008 WR117               | 30 ottobre 2008   | Spacewatch                        |
| 342787 -         | 2008 WA120               | 29 settembre 2003 | LONEOS                            |
| 342788 -         | 2008 WL120               | 30 novembre 2008  | Spacewatch                        |
| 342789 -         | 2008 WH122               | 30 novembre 2008  | CSS                               |
| 342790 -         | 2008 WW122               | 30 novembre 2008  | Spacewatch                        |
| 342791 -         | 2008 WJ125               | 24 novembre 2008  | Spacewatch                        |
| 342792 -         | 2008 WT126               | 24 novembre 2008  | Mt. Lemmon Survey                 |
| 342793 -         | 2008 WR129               | 17 novembre 2008  | Spacewatch                        |
| 342794 -         | 2008 WA134               | 19 novembre 2008  | Mt. Lemmon Survey                 |
| 342795 -         | 2008 WJ134               | 21 novembre 2008  | Mt. Lemmon Survey                 |
| 342796 -         | 2008 WD135               | 18 novembre 2008  | Spacewatch                        |
| 342797 -         | 2008 WU135               | 19 novembre 2008  | Spacewatch                        |
| 342798 -         | 2008 WW135               | 19 novembre 2008  | Spacewatch                        |
| 342799 -         | 2008 WV136               | 21 novembre 2008  | Spacewatch                        |
| 342800 -         | 2008 WO137               | 22 novembre 2008  | Spacewatch                        |

## 342801-342900
| Nome                | Designazione provvisoria | Data di scoperta | Scopritore             |
| ------------------- | ------------------------ | ---------------- | ---------------------- |
| 342801 -            | 2008 WH139               | 30 novembre 2008 | LINEAR                 |
| 342802 -            | 2008 WQ139               | 23 novembre 2008 | Mt. Lemmon Survey      |
| 342803 -            | 2008 WH140               | 17 novembre 2008 | CSS                    |
| 342804 -            | 2008 WX140               | 9 marzo 2002     | Spacewatch             |
| 342805 -            | 2008 WO141               | 12 dicembre 2004 | CSS                    |
| 342806 -            | 2008 WU141               | 26 ottobre 2003  | Spacewatch             |
| 342807 -            | 2008 XO1                 | 2 dicembre 2008  | BATTeRS                |
| 342808 -            | 2008 XV1                 | 4 dicembre 2008  | Lowe, A.               |
| 342809 -            | 2008 XK3                 | 4 dicembre 2008  | Jarnac                 |
| 342810 -            | 2008 XQ3                 | 2 dicembre 2008  | LINEAR                 |
| 342811 -            | 2008 XW3                 | 2 dicembre 2008  | LINEAR                 |
| 342812 -            | 2008 XR4                 | 15 dicembre 2004 | LINEAR                 |
| 342813 -            | 2008 XE6                 | 4 dicembre 2008  | LINEAR                 |
| 342814 -            | 2008 XR6                 | 4 dicembre 2008  | LINEAR                 |
| 342815 -            | 2008 XU6                 | 3 dicembre 2008  | Kocher, P.             |
| 342816 -            | 2008 XV6                 | 6 dicembre 2008  | BATTeRS                |
| 342817 -            | 2008 XQ8                 | 1º dicembre 2008 | Mt. Lemmon Survey      |
| 342818 -            | 2008 XD14                | 1º dicembre 2008 | Spacewatch             |
| 342819 -            | 2008 XJ16                | 1º dicembre 2008 | Spacewatch             |
| 342820 -            | 2008 XP16                | 1º dicembre 2008 | Spacewatch             |
| 342821 -            | 2008 XQ20                | 1º dicembre 2008 | Mt. Lemmon Survey      |
| 342822 -            | 2008 XO21                | 1º dicembre 2008 | Spacewatch             |
| 342823 -            | 2008 XQ29                | 1º dicembre 2008 | Spacewatch             |
| 342824 -            | 2008 XB30                | 1º dicembre 2008 | Mt. Lemmon Survey      |
| 342825 -            | 2008 XS30                | 2 dicembre 2008  | Spacewatch             |
| 342826 -            | 2008 XE31                | 11 aprile 2002   | Buie, M. W.            |
| 342827 -            | 2008 XL35                | 2 dicembre 2008  | Spacewatch             |
| 342828 -            | 2008 XP35                | 6 novembre 2008  | Spacewatch             |
| 342829 -            | 2008 XG36                | 2 dicembre 2008  | Spacewatch             |
| 342830 -            | 2008 XQ36                | 2 dicembre 2008  | Spacewatch             |
| 342831 -            | 2008 XG37                | 2 dicembre 2008  | Spacewatch             |
| 342832 -            | 2008 XR38                | 2 dicembre 2008  | Spacewatch             |
| 342833 -            | 2008 XJ40                | 2 dicembre 2008  | Spacewatch             |
| 342834 -            | 2008 XQ42                | 2 dicembre 2008  | Spacewatch             |
| 342835 -            | 2008 XX46                | 6 dicembre 2008  | Spacewatch             |
| 342836 -            | 2008 XN47                | 2 dicembre 2008  | Spacewatch             |
| 342837 -            | 2008 XA49                | 4 dicembre 2008  | Spacewatch             |
| 342838 -            | 2008 XM49                | 7 dicembre 2008  | Mt. Lemmon Survey      |
| 342839 -            | 2008 XD55                | 7 dicembre 2008  | LINEAR                 |
| 342840 -            | 2008 XU55                | 1º dicembre 2008 | Mt. Lemmon Survey      |
| 342841 -            | 2008 YG                  | 17 dicembre 2008 | Teamo, N.              |
| 342842 -            | 2008 YB3                 | 18 dicembre 2008 | Siding Spring Survey   |
| 342843 Davidbowie - | 2008 YN3                 | 21 dicembre 2008 | Hormuth, F.            |
| 342844 Anabel       | 2008 YA4                 | 22 dicembre 2008 | Hormuth, F.            |
| 342845 -            | 2008 YF4                 | 22 dicembre 2008 | Kugel, F.              |
| 342846 -            | 2008 YV4                 | 20 dicembre 2008 | CSS                    |
| 342847 -            | 2008 YL5                 | 22 dicembre 2008 | Lowe, A.               |
| 342848 -            | 2008 YQ5                 | 22 dicembre 2008 | Kocher, P.             |
| 342849 -            | 2008 YF10                | 20 dicembre 2008 | Mt. Lemmon Survey      |
| 342850 -            | 2008 YB11                | 20 dicembre 2008 | Mt. Lemmon Survey      |
| 342851 -            | 2008 YV12                | 21 dicembre 2008 | Mt. Lemmon Survey      |
| 342852 -            | 2008 YX12                | 21 dicembre 2008 | Mt. Lemmon Survey      |
| 342853 -            | 2008 YA14                | 20 dicembre 2008 | Mt. Lemmon Survey      |
| 342854 -            | 2008 YF14                | 20 dicembre 2008 | LUSS                   |
| 342855 -            | 2008 YL15                | 21 dicembre 2008 | Spacewatch             |
| 342856 -            | 2008 YM15                | 21 dicembre 2008 | Spacewatch             |
| 342857 -            | 2008 YN17                | 21 dicembre 2008 | Mt. Lemmon Survey      |
| 342858 -            | 2008 YF18                | 21 dicembre 2008 | Spacewatch             |
| 342859 -            | 2008 YF23                | 19 dicembre 2008 | OAM                    |
| 342860 -            | 2008 YL23                | 20 dicembre 2008 | OAM                    |
| 342861 -            | 2008 YF24                | 22 dicembre 2008 | OAM                    |
| 342862 -            | 2008 YL27                | 22 dicembre 2008 | LINEAR                 |
| 342863 -            | 2008 YO30                | 30 dicembre 2008 | Sarneczky, K.          |
| 342864 Teresamateo  | 2008 YF32                | 31 dicembre 2008 | Muler, G., Ruiz, J. M. |
| 342865 -            | 2008 YN32                | 20 dicembre 2008 | LINEAR                 |
| 342866 -            | 2008 YU32                | 31 dicembre 2008 | Mt. Lemmon Survey      |
| 342867 -            | 2008 YP34                | 31 dicembre 2008 | Bickel, W.             |
| 342868 -            | 2008 YJ35                | 22 dicembre 2008 | Spacewatch             |
| 342869 -            | 2008 YJ38                | 29 dicembre 2008 | Spacewatch             |
| 342870 -            | 2008 YY38                | 29 dicembre 2008 | Spacewatch             |
| 342871 -            | 2008 YE40                | 29 dicembre 2008 | Mt. Lemmon Survey      |
| 342872 -            | 2008 YQ40                | 29 dicembre 2008 | Mt. Lemmon Survey      |
| 342873 -            | 2008 YS40                | 29 dicembre 2008 | Mt. Lemmon Survey      |
| 342874 -            | 2008 YP42                | 29 dicembre 2008 | Spacewatch             |
| 342875 -            | 2008 YP49                | 15 ottobre 2007  | Spacewatch             |
| 342876 -            | 2008 YG52                | 3 novembre 2007  | Mt. Lemmon Survey      |
| 342877 -            | 2008 YV52                | 29 dicembre 2008 | Mt. Lemmon Survey      |
| 342878 -            | 2008 YP54                | 29 dicembre 2008 | Mt. Lemmon Survey      |
| 342879 -            | 2008 YV54                | 29 dicembre 2008 | Mt. Lemmon Survey      |
| 342880 -            | 2008 YX56                | 30 dicembre 2008 | Spacewatch             |
| 342881 -            | 2008 YC58                | 30 dicembre 2008 | Spacewatch             |
| 342882 -            | 2008 YO58                | 30 dicembre 2008 | Spacewatch             |
| 342883 -            | 2008 YG64                | 30 dicembre 2008 | Mt. Lemmon Survey      |
| 342884 -            | 2008 YE71                | 29 dicembre 2008 | Mt. Lemmon Survey      |
| 342885 -            | 2008 YK74                | 30 dicembre 2008 | Spacewatch             |
| 342886 -            | 2008 YM83                | 31 dicembre 2008 | Spacewatch             |
| 342887 -            | 2008 YT84                | 31 dicembre 2008 | Spacewatch             |
| 342888 -            | 2008 YK85                | 29 dicembre 2008 | Spacewatch             |
| 342889 -            | 2008 YM85                | 29 dicembre 2008 | Spacewatch             |
| 342890 -            | 2008 YJ94                | 29 dicembre 2008 | Spacewatch             |
| 342891 -            | 2008 YF95                | 29 dicembre 2008 | Spacewatch             |
| 342892 -            | 2008 YG99                | 29 dicembre 2008 | Spacewatch             |
| 342893 -            | 2008 YG100               | 29 dicembre 2008 | Spacewatch             |
| 342894 -            | 2008 YP100               | 29 dicembre 2008 | Spacewatch             |
| 342895 -            | 2008 YT100               | 29 dicembre 2008 | Spacewatch             |
| 342896 -            | 2008 YW101               | 29 dicembre 2008 | Spacewatch             |
| 342897 -            | 2008 YM107               | 29 dicembre 2008 | Spacewatch             |
| 342898 -            | 2008 YZ110               | 31 dicembre 2008 | Spacewatch             |
| 342899 -            | 2008 YW113               | 29 dicembre 2008 | Spacewatch             |
| 342900 -            | 2008 YZ117               | 29 dicembre 2008 | Mt. Lemmon Survey      |

## 342901-343000
| Nome               | Designazione provvisoria | Data di scoperta | Scopritore             |
| ------------------ | ------------------------ | ---------------- | ---------------------- |
| 342901 -           | 2008 YO120               | 30 dicembre 2008 | Spacewatch             |
| 342902 -           | 2008 YM121               | 30 dicembre 2008 | Spacewatch             |
| 342903 -           | 2008 YP123               | 30 dicembre 2008 | Spacewatch             |
| 342904 -           | 2008 YL125               | 30 dicembre 2008 | Spacewatch             |
| 342905 -           | 2008 YP126               | 30 dicembre 2008 | Spacewatch             |
| 342906 -           | 2008 YE127               | 30 dicembre 2008 | Spacewatch             |
| 342907 -           | 2008 YN127               | 21 dicembre 2008 | Spacewatch             |
| 342908 -           | 2008 YP133               | 29 dicembre 2008 | CSS                    |
| 342909 -           | 2008 YK134               | 30 dicembre 2008 | Spacewatch             |
| 342910 -           | 2008 YM146               | 30 dicembre 2008 | Spacewatch             |
| 342911 -           | 2008 YG149               | 21 dicembre 2008 | Spacewatch             |
| 342912 -           | 2008 YZ151               | 22 dicembre 2008 | Mt. Lemmon Survey      |
| 342913 -           | 2008 YM153               | 21 dicembre 2008 | Spacewatch             |
| 342914 -           | 2008 YT153               | 21 dicembre 2008 | CSS                    |
| 342915 -           | 2008 YA154               | 21 dicembre 2008 | Spacewatch             |
| 342916 -           | 2008 YN155               | 22 dicembre 2008 | Spacewatch             |
| 342917 -           | 2008 YA156               | 25 dicembre 2008 | LUSS                   |
| 342918 -           | 2008 YP156               | 30 dicembre 2008 | Mt. Lemmon Survey      |
| 342919 -           | 2008 YY156               | 21 dicembre 2008 | CSS                    |
| 342920 -           | 2008 YW157               | 30 dicembre 2008 | Mt. Lemmon Survey      |
| 342921 -           | 2008 YM158               | 29 dicembre 2008 | Mt. Lemmon Survey      |
| 342922 -           | 2008 YE167               | 1º aprile 2001   | LONEOS                 |
| 342923 -           | 2008 YN168               | 31 dicembre 2008 | CSS                    |
| 342924 -           | 2008 YT168               | 1º novembre 2008 | Mt. Lemmon Survey      |
| 342925 -           | 2008 YO169               | 30 dicembre 2008 | Mt. Lemmon Survey      |
| 342926 -           | 2008 YX169               | 21 dicembre 2008 | CSS                    |
| 342927 -           | 2008 YA171               | 31 dicembre 2008 | Spacewatch             |
| 342928 -           | 2008 YJ171               | 29 dicembre 2008 | CSS                    |
| 342929 -           | 2008 YW171               | 22 dicembre 2008 | Spacewatch             |
| 342930 -           | 2009 AV1                 | 3 gennaio 2009   | Apitzsch, R.           |
| 342931 -           | 2009 AF12                | 2 gennaio 2009   | Mt. Lemmon Survey      |
| 342932 -           | 2009 AY18                | 2 gennaio 2009   | Spacewatch             |
| 342933 -           | 2009 AH21                | 3 gennaio 2009   | Spacewatch             |
| 342934 -           | 2009 AR21                | 3 gennaio 2009   | Spacewatch             |
| 342935 -           | 2009 AV21                | 3 gennaio 2009   | Spacewatch             |
| 342936 -           | 2009 AS22                | 3 gennaio 2009   | Spacewatch             |
| 342937 -           | 2009 AJ23                | 3 gennaio 2009   | Spacewatch             |
| 342938 -           | 2009 AX23                | 3 gennaio 2009   | Spacewatch             |
| 342939 -           | 2009 AA24                | 3 gennaio 2009   | Spacewatch             |
| 342940 -           | 2009 AH24                | 3 gennaio 2009   | Spacewatch             |
| 342941 -           | 2009 AU30                | 15 gennaio 2009  | Spacewatch             |
| 342942 -           | 2009 AY31                | 15 gennaio 2009  | Spacewatch             |
| 342943 -           | 2009 AO32                | 15 gennaio 2009  | Spacewatch             |
| 342944 -           | 2009 AX32                | 15 gennaio 2009  | Spacewatch             |
| 342945 -           | 2009 AK35                | 15 gennaio 2009  | Spacewatch             |
| 342946 -           | 2009 AY36                | 15 gennaio 2009  | Spacewatch             |
| 342947 -           | 2009 AS37                | 15 gennaio 2009  | Spacewatch             |
| 342948 -           | 2009 AZ37                | 15 gennaio 2009  | Spacewatch             |
| 342949 -           | 2009 AQ38                | 15 gennaio 2009  | Spacewatch             |
| 342950 -           | 2009 AD39                | 15 gennaio 2009  | Spacewatch             |
| 342951 -           | 2009 AE44                | 3 gennaio 2009   | Mt. Lemmon Survey      |
| 342952 -           | 2009 AD45                | 15 gennaio 2009  | Spacewatch             |
| 342953 -           | 2009 AE47                | 1º gennaio 2009  | Spacewatch             |
| 342954 -           | 2009 AS48                | 3 gennaio 2009   | Mt. Lemmon Survey      |
| 342955 -           | 2009 AN49                | 1º gennaio 2009  | Spacewatch             |
| 342956 -           | 2009 AX49                | 15 gennaio 2009  | Spacewatch             |
| 342957 -           | 2009 BH                  | 17 gennaio 2009  | CSS                    |
| 342958 -           | 2009 BL                  | 16 gennaio 2009  | Kugel, F.              |
| 342959 -           | 2009 BM                  | 16 gennaio 2009  | Kugel, F.              |
| 342960 -           | 2009 BP                  | 16 gennaio 2009  | Hormuth, F.            |
| 342961 -           | 2009 BB1                 | 16 gennaio 2009  | Kugel, F.              |
| 342962 -           | 2009 BU6                 | 18 gennaio 2009  | LINEAR                 |
| 342963 -           | 2009 BY6                 | 18 gennaio 2009  | LINEAR                 |
| 342964 -           | 2009 BF7                 | 18 gennaio 2009  | LINEAR                 |
| 342965 -           | 2009 BG8                 | 17 gennaio 2009  | LINEAR                 |
| 342966 -           | 2009 BA10                | 18 gennaio 2009  | Hug, G.                |
| 342967 -           | 2009 BT10                | 25 gennaio 2009  | Lowe, A.               |
| 342968 -           | 2009 BQ13                | 25 gennaio 2009  | Teamo, N.              |
| 342969 -           | 2009 BK15                | 16 gennaio 2009  | Mt. Lemmon Survey      |
| 342970 -           | 2009 BY16                | 16 gennaio 2009  | Spacewatch             |
| 342971 -           | 2009 BX21                | 17 gennaio 2009  | Dillon, W. G.          |
| 342972 -           | 2009 BE24                | 17 gennaio 2009  | Spacewatch             |
| 342973 -           | 2009 BH24                | 17 gennaio 2009  | Spacewatch             |
| 342974 -           | 2009 BW25                | 16 gennaio 2009  | Spacewatch             |
| 342975 -           | 2009 BV27                | 16 gennaio 2009  | Spacewatch             |
| 342976 -           | 2009 BO36                | 16 gennaio 2009  | Spacewatch             |
| 342977 -           | 2009 BU39                | 16 gennaio 2009  | Spacewatch             |
| 342978 -           | 2009 BQ40                | 16 gennaio 2009  | Spacewatch             |
| 342979 -           | 2009 BK42                | 16 gennaio 2009  | Spacewatch             |
| 342980 -           | 2009 BN42                | 16 gennaio 2009  | Spacewatch             |
| 342981 -           | 2009 BJ43                | 16 gennaio 2009  | Spacewatch             |
| 342982 -           | 2009 BV45                | 16 gennaio 2009  | Spacewatch             |
| 342983 -           | 2009 BN46                | 16 gennaio 2009  | Spacewatch             |
| 342984 -           | 2009 BM47                | 16 gennaio 2009  | Spacewatch             |
| 342985 -           | 2009 BY48                | 16 gennaio 2009  | Mt. Lemmon Survey      |
| 342986 -           | 2009 BN49                | 16 gennaio 2009  | Mt. Lemmon Survey      |
| 342987 -           | 2009 BL50                | 16 gennaio 2009  | Mt. Lemmon Survey      |
| 342988 -           | 2009 BT51                | 16 gennaio 2009  | Mt. Lemmon Survey      |
| 342989 -           | 2009 BL52                | 16 gennaio 2009  | Spacewatch             |
| 342990 -           | 2009 BP54                | 16 gennaio 2009  | Mt. Lemmon Survey      |
| 342991 -           | 2009 BU54                | 16 gennaio 2009  | Mt. Lemmon Survey      |
| 342992 -           | 2009 BA58                | 20 gennaio 2009  | Spacewatch             |
| 342993 -           | 2009 BW60                | 17 gennaio 2009  | OAM                    |
| 342994 -           | 2009 BC62                | 18 gennaio 2009  | Mt. Lemmon Survey      |
| 342995 -           | 2009 BB65                | 20 gennaio 2009  | Spacewatch             |
| 342996 -           | 2009 BN68                | 23 gennaio 2009  | PMO NEO Survey Program |
| 342997 -           | 2009 BB69                | 25 gennaio 2009  | Spacewatch             |
| 342998 -           | 2009 BF71                | 26 gennaio 2009  | PMO NEO Survey Program |
| 342999 -           | 2009 BP72                | 28 gennaio 2009  | Kugel, F.              |
| 343000 Ijontichy - | 2009 BH73                | 29 gennaio 2009  | Schwab, E., Zimmer, U. |